# Humanity Star

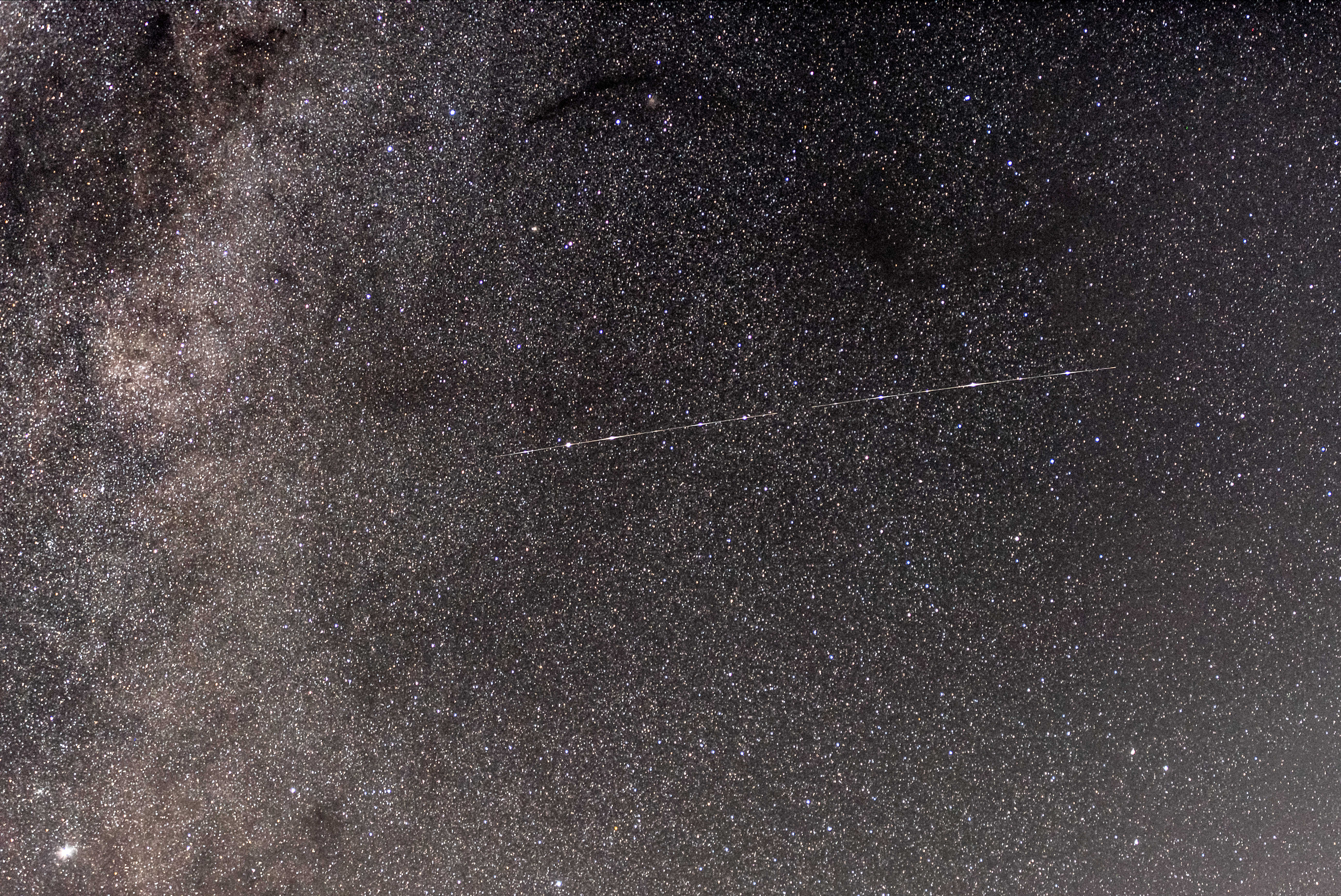
Reflexão de Humanity Star visto do Mount Burnett, Austrália

Humanity Star (ou Estrela da Humanidade) foi um satélite inerte em formato de esfera geodésica medindo cerca de 1 metro de diâmetro, desenhado para gerar cintilações visíveis da Terra.
O artefato foi lançado na Nova Zelândia, em 21 de janeiro de 2018 em órbita polar “para servir com um símbolo brilhante e lembrar a todos na Terra sobre nosso frágil lugar no universo”, segundo seu fabricante Rocket Lab, porém foi recebido com menosprezo pela comunidade astronômica. Seu brilho estimado é de magnitude 7.0 sob condições razoáveis de visibilidade.
Reentrou na atmosfera dois meses após o lançamento em março de 2018.